# IV. Henrik brabanti herceg
IV. Henrik brabanti herceg (1251 vagy 1252 – 1272. április 29. után) középkori nemesúr, 1261 és 1267 között Brabant és Lothier hercege.

## Élete
Apja III. Henrik brabanti herceg, anyja Alix de Bourgogne, IV. Hugó burgundi herceg lánya. Henrik születésétől fogva értelmi fogyatékos volt, ennek ellenére körülbelül 9 éves korában IV. Henrik néven örökölte a hercegi címet, de 1267-ben Cambrai-ban lemondott öccse, János javára.
Anyai nagyapja 1269-ben Dijonba vitette, ahol a helyi Szt. István templom kánonja lett.
1257-ben eljegyezték Margit francia hercegnővel, IX. Lajos francia király és Provence-i Margit lányával, de az eljegyzést a vőlegény elmebetegsége miatt megsemmisítették, majd a menyasszony később feleségül ment Henrik öccséhez, Jánoshoz.

## Fordítás
- Ez a szócikk részben vagy egészben  a   Henry IV, Duke of Brabant című angol Wikipédia-szócikk fordításán alapul.  Az eredeti cikk szerkesztőit annak laptörténete sorolja fel. Ez a jelzés csupán a megfogalmazás eredetét és a szerzői jogokat jelzi, nem szolgál a cikkben szereplő információk forrásmegjelöléseként.